# Klokjesfamilie
De klokjesfamilie (Campanulaceae) is een familie van tweezaadlobbige planten.
In Nederland komen de volgende soorten en ondersoorten voor:
- Mariëtteklokje (Campanula medium)
- Kluwenklokje (Campanula glomerata)
- Breed klokje (Campanula latifolia)
- Weideklokje (Campanula patula)
- Prachtklokje (Campanula persicifolia)
- Kruipklokje (Campanula poscharskyana)
- Akkerklokje (Campanula rapunculoides)
- Rapunzelklokje (Campanula rapunculus)
- Grasklokje (Campanula rotundifolia)
- Ruig klokje (Campanula trachelium)
- Zandblauwtje (Jasione montana)
- Groot spiegelklokje (Legousia speculum-veneris)
- Klein spiegelklokje (Legousia hybrida)
- Waterlobelia (Lobelia dortmanna)
- Blaaslobelia (Lobelia inflata)
- Witte rapunzel (Phyteuma spicatum subsp. spicatum)
- Zwartblauwe rapunzel (Phyteuma spicatum subsp. nigrum)
- Halsbloem (Trachelium caeruleum)
- Klimopklokje (Wahlenbergia hederacea)

Ook het Bergklokje (Campanula rhomboidalis) is ooit wel in Nederland gevonden, maar niet recent.
Hier worden verder behandeld de volgende geslachten: Adenophora, Jasione, Campanula (geslacht Klokje), Campanulastrum, Legousia (geslacht Spiegelklokje), Lobelia (geslacht Lobelia), Phyteuma (geslacht
Rapunzel), Wahlenbergia. Voor de behandeling van andere soorten wordt verwezen naar de geslachten.
In geïsoleerde locaties zoals Hawaï kunnen deze planten heel groot worden, maar zulke grote planten zijn kwetsbaar voor verstoring van hun milieu. Cyanea arborea, Cyanea giffardii, Delissea fallax en Delissea laciniata zijn uitgestorven Hawaïaanse soorten in de klokjesfamilie. Cyanea profuga is een soort waarvan ook werd aangenomen dat deze was uitgestorven totdat er in 2002 een populatie van zes exemplaren werd aangetroffen. Brighamia insignis is een soort die in het wild kritiek bedreigd is, maar tegenwoordig in de handel wordt verkocht onder de naam "Hawaiian Palm".

## Taxonomie
De familie Campanulaceae is universeel erkend door systemen van plantentaxonomie. Het APG II-systeem (2003), onveranderd ten opzichte van het APG-systeem (1998), erkent deze familie ook, maar staat twee verschillende omschrijvingen toe:
- in engere zin, exclusief de planten die de familie Lobeliaceae vormen.
- in brede zin, inclusief de planten die anders de familie Lobeliaceae vormen.

De 23e druk van de Heukels kiest voor de tweede mogelijkheid. De familie wordt ondergebracht in de orde Asterales, een orde die onder meer al de planten omvat die in het Cronquist-systeem (1981) werden ondergebracht in de orde Campanulales, zoals de klokjesfamilie.